# Sumurtawang
Sumurtawang is een bestuurslaag in het regentschap Rembang van de provincie Midden-Java, Indonesië. Sumurtawang telt 3172 inwoners (volkstelling 2010).